# Centrale Marchienne
Centrale Marchienne is een voormalige elektriciteitscentrale in Marchienne-au-Pont, deel van de Belgische gemeente Charleroi. De centrale is sinds 1997 buiten gebruik en volledig afgebroken. 

## Geschiedenis
De centrale werd gebouwd rond 1912 door de Charbonnage de Monceau Fontaine om te voorzien in het eigen stroomverbruik. Ze draaide op steenkool en bevond zich bij haar kolenzetel nr. 19 (Saint-Martin). 
In 1953 werd een nieuwe centrale in gebruik genomen naast de oude. Ze was haast identiek aan de Centrale Monceau even stroomopwaarts. Beide vestigingen werden uitgebaat door Intercom (later opgegaan in Electrabel). De fabrieksgebouwen, ontworpen door F. en L. Vandenbroucke, bestonden uit drie bakstenen volumes van afnemende hoogte, met grote glaspartijen. Er was ook een koeltoren ontworpen door de Société Hamon (57 meter hoog, 40,75 meter in doorsnee en rustend op 52 pijlers).
Het vermogen van de centrale werd in 1959 opgedreven tot 115 MW. In de jaren 1970 werd de centrale aangepast waardoor ze ook kon draaien op stookolie en mijngas. Ze werd gesloten in 1997. Eigenaar Electrabel liet de voornaamste gebouwen in 2000 slopen. In het kader van een toekomstige reconversie deed de Société Publique d'Aide à la Qualité de l'Environnement in 2010 verdere afbraak- en saneringswerken.